# Anthony van der Eb

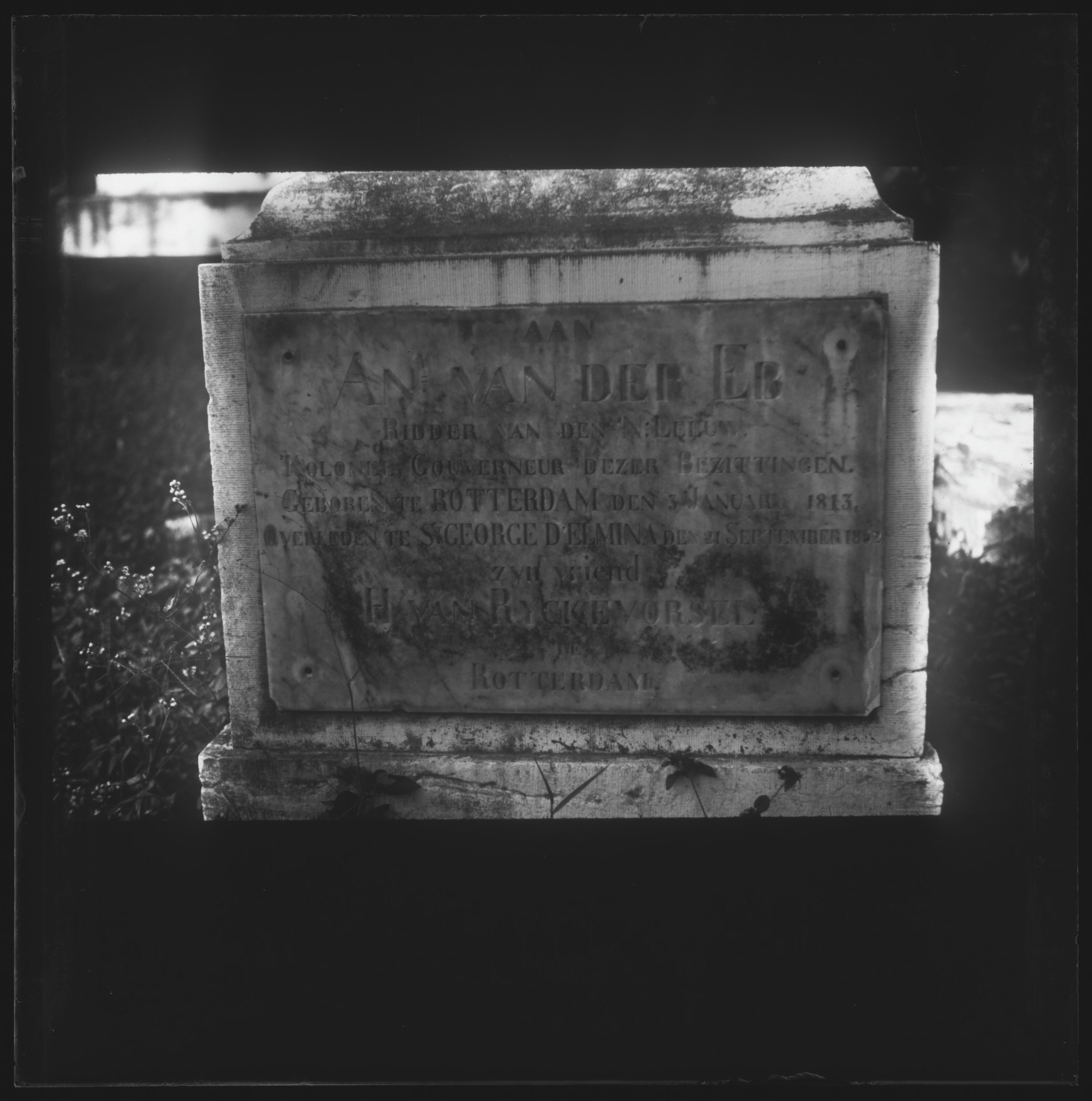
Grafmonument van Anthony van der Eb in Elmina

Anthony van der Eb (Rotterdam, 1813 - Sint George del Mina, 21 september 1852) was een gouverneur van de Nederlandse Goudkust. 
Na het doorlopen van lagere rangen werd hij tot kolonel bevorderd. Hij was sinds 1831 in verschillende functies werkzaam aan de kust van Guinee en werd uiteindelijk benoemd tot Gouverneur der Nederlandsche bezittingen. In 1846 ging hij met verlof naar Nederland. In 1847 vertrok hij weer naar de Goudkust en arriveerde op 9 juli te Sint George del Mina, waar hij tot aan zijn dood in 1852 bleef. Gedurende dertien jaren wijdde hij zich trouw aan de Nederlandse belangen. Hij was commandeur in de Orde van de Eikenkroon en ridder in de Orde van de Nederlandse Leeuw.
- Biografisch Portaal: 03499487
- Digitale Bibliotheek voor de Nederlandse Letteren: eb__003
- Nederlandse Thesaurus van Auteursnamen: 431690065
- Virtual International Authority File: 41161760303521641666